# Systoechus heteropogon
Systoechus heteropogon är en tvåvingeart som beskrevs av Wray Merrill Bowden 1959. Systoechus heteropogon ingår i släktet Systoechus och familjen svävflugor.
Artens utbredningsområde är Uganda. Inga underarter finns listade i Catalogue of Life.